# Benningen am Neckar
Benningen là một xã ở huyện Ludwigsburg ở bang Baden-Württemberg thuộc nước Đức. Đô thị này có diện tích 4,87 km², dân số thời điểm 31 tháng 12 năm 2006 là 5510 người.